# Шолоховский сельский совет
Шолоховский сельский совет (укр. Шолоховська сільська рада) — входит в состав
Никопольского района
Днепропетровской области
Украины.
Административный центр сельского совета находится в 
с. Шолохово.

## Населённые пункты совета
- с. Шолохово
- с. Мироновка
- с. Ульяновка